# Archidiecezja Santarém
Archidiecezja Santarém – diecezja rzymskokatolicka w Brazylii, powstała w 1903 jako prałatura terytorialna. Diecezja od 1979. W 2019 podniesiona do rangi metropolii.

## Biskupi
- Frederico Benício de Souza e Costa  (1904-1907)
- Amando Agostino Bahlmann, O.F.M. (1908-1939)
- Anzelm Pietrulla, O.F.M. (1947-1949)
- João Floriano Loewenau, O.F.M. (1950 -1957 )
- James Michael Ryan, O.F.M.  (1958-1985)
- Lino Vomboemmel, O.F.M. (1985-2007)
- Esmeraldo Barreto de Farias (2007-2011)
- Flavio Giovenale, S.D.B. (2012-2018)

## Arcybiskupi
- Irineu Roman (od 2019)